# Lothar Graap
Lothar Graap (* 15. Juni 1933 in Schweidnitz) ist ein deutscher Komponist und evangelischer Kirchenmusiker.

## Leben
Graap studierte ab 1949 am Konservatorium in Görlitz und wechselte 1950 in die Kirchenmusikschule Görlitz. Nach seinem vierjährigen Studium (unter anderem bei Eberhard Wenzel (Tonsatz) und Horst Schneider (Orgel)) legte er das kirchenmusikalische B-Examen ab. An das Examen schloss er noch Kurse bei Helmut Bornefeld und Siegfried Reda an.
Lothar Graap war ab 1954 als Kirchenmusiker in Niemegk tätig, im Anschluss war er bis zu seinem Ruhestand Kantor und Organist an der Klosterkirche in Cottbus. 1975 wurde ihm der Status des A-Examens zuerkannt, 1981 wurde er zum Kirchenmusikdirektor ernannt. Im Jahr 1991 wurde Graap Dozent für Orgelspiel am Konservatorium in Cottbus. Für seine Arbeit erhielt er 1998 die Ehrenmedaille der Stadt Cottbus. Bis ins Jahr 2014 verantwortete er eine wöchentlich stattfindende Reihe von Orgelvespern in Berlin-Friedrichshagen. Er lebt heute in Schöneiche bei Berlin.
Graap verfasste zahlreiche Kompositionen, die im Wesentlichen im christlichen Gottesdienst wurzeln und vom Bibelwort her bestimmt sind. Seine Kompositionen sind stark von seinem Lehrer Eberhard Wenzel und von Paul Hindemith geprägt. Er ist Mitglied der Textautoren- und Komponistengruppe TAKT.
Am 29.  Januar 2024 wurde Lothar Graap durch den Ministerpräsidenten Dietmar Woidke mit dem Bundesverdienstkreuz am Bande ausgezeichnet.

## Melodien in Gesangbüchern (Auswahl)
In kirchlichen Gesangbüchern hat Lothar Graap als Melodist Eingang gefunden:
Im Gotteslob von 2013:
- GL 270 Kreuz, auf das ich schaue (Melodie 1982, Text: Eckart Bücken 1982)

Im Evangelischen Gesangbuch – Ausgabe Württemberg von 1996 und im Gesangbuch Wo wir doch loben, wachsen neue Lieder - plus von 2018:
- EG 548 Kreuz, auf das ich schaue

Im Gesangbuch der Evangelisch-methodistischen Kirche Ausgabe 2002:
- Nr. 126 Gott sandte den Sohn (Begleitsatz) (1984)
- Nr. 213 Kreuz, auf das ich schaue (mit Begleitsatz) (2000).